# Каролайн Кепнес
Каролайн Кепнес (на английски: Caroline Kepnes) е американска писателка на произведения в жанра психотрилър.

## Биография и творчество
Каролайн Кепнес е родена на 10 ноември 1976 г. в Кейп Код, Масачузетс, САЩ.
Завършва университета „Браун“ с бакалавърска степен по американска цивилизация. След дипломирането си работи като журналист по поп културата в „Entertainment Weekly“ и за други списания. Започва да пише разкази и сюжети за телевизионни сериали – „7th Heaven“ и „The Secret Life of the American Teenager“.
Първата ѝ документална книга е за писателя Стивън Крейн и е публикувана през 2005 г.
Първият ѝ еротичен психологически трилър „Ти“ от едноименната поредица е публикуван през 2014 г. Главният герой е интелигентен продавач в манхатънска книжарница, който решава, че красивата студентка Гуиневир Бек е неговата мечта. Стигайки до маниакалност в домогванията си до нея, той я следи и започва да убива изобретателно всеки, който му пречи да я впечатли. Книгата става бестселър и е сравнявана с „Американски психар“ на Брет Истън Елис и „Не казвай сбогом“ на Джилиан Флин. По книгата се снима сериал за телевизионния канал „Шоутайм“.
Каролайн Кепнес живее в Лос Анджелис.

## Произведения

### Серия „Ти“ (You)
1. You (2014)
Ти, изд.: ИК „Колибри“, София (2016), прев. Иван Любомиров
2. Hidden Bodies (2016)

### Самостоятелни романи
- Providence (2018)

### Сборници
- Thrill Rides (2014) – с Джон Конъли, Сабине Дюран, Лий Гудман, Монс Калънтофт, Лиза Марклунд, Луиз Милар и Кристина Олсън

### Документалистика
- Stephen Crane (2005)
- The Voices of Joe: Caroline Meets Santino (2016)

### Екранизации
- 2006-2007 7th Heaven – ТВ сериал, автор 2 епизода
- 2008 – 2009 The Secret Life of the American Teenager – ТВ сериал, автор 13 епизода
- Show all 12 episodes
- 2015/I Miles Away – кратък филм, режисьор и продуцент